# Villamaninita
La villamaninita es un mineral del grupo II (sulfuros), según la clasificación de Strunz. Fue descubierta en 1920 por Schoeller y Powell, al estudiar los minerales de cobre de la mina Providencia, que se encuentra en el municipio de Cármenes (León). Los investigadores ingleses que la identificaron le dieron el nombre de villamaninita al confundir el municipio en el que se encontraba realmente la mina, ya que en Villamanín se cargaba el mineral en el ferrocarril para su exportación.

## Propiedades físicas y químicas
La variabilidad de la composición de este mineral hizo que durante los años 1940 se pusiera en duda el que la villamaninita fuera una especie independiente, pero estudios posteriores demostraron de forma definitiva este hecho.
La villamaninita aparece en la mina Providencia en dos hábitos típicos: o bien como cristales, toscos en general, cúbicos, cuboctaédricos u octaédricos, normalmente de menos de 1 mm, o bien como nódulos fibrosorradiados de hasta 1 cm de diámetro. Aunque se ha sugerido que los cristales son más ricos en cobre y los nódulos más ricos en níquel, no parece que exista una relación clara entre hábito y composición. La villamaninita aparece en una dolomita cristalina junto con otros sulfuros, especialmente bravoita, linneita, bornita, tetraedrita y pirita.

## Yacimientos
La mina Providencia está situada a 2,3 km al oeste de la localidad de Villanueva de Pontedo, y fue explotada inicialmente entre 1906 y 1914, interrumpiéndose las labores debido a los problemas para el procesado de un mineral tan complejo. En 1920 se puso de nuevo en actividad, enviando muestras a Londres para estudiar su procesado. En estas muestras se descubrió la villamaninita como nuevo mineral. Con distintas interrupciones, las labores se mantuvieron activas hasta 1963

Aunque se ha indicado también la presencia de villamaninita en alrededor de una docena de yacimientos en todo el mundo, la mina Providencia sigue siendo el único lugar en el que pueden obtenerse hasta el momento ejemplares con este mineral bien visible y distinguible a simple vista.
- Datos: Q617949
- Multimedia: Villamanínite / Q617949